# Nobby Stiles
Pour les articles homonymes, voir Stiles.
Norbert Peter Stiles, surnommé Nobby Stiles, né le 18 mai 1942 à Collyhurst (en) et mort le 30 octobre 2020, est un joueur et entraîneur anglais de football.  
Joueur emblématique de Manchester United, au poste de milieu récupérateur puis de défenseur, Stiles remporte avec l'Angleterre la Coupe du monde en 1966.

## Biographie
Nobby Stiles réalise la majeure partie de sa carrière professionnelle à Manchester United, où il joue onze saisons. Il y impose son âpreté au duel, qui lui permet d'arrêter nombre d'offensives adverses, et fait impression en jouant avec une mâchoire particulièrement édentée (il joue sans son dentier). Au sein d'une équipe qui se reconstruit progressivement après le crash aérien de 1958, il remporte sous la direction de Matt Busby la Coupe d'Angleterre en 1963, le championnat d'Angleterre en 1965 et 1967 et la Coupe d'Europe des clubs champions en 1968 face au Benfica de Lisbonne.
Stiles fait ses débuts en équipe d'Angleterre en avril 1965 et s'impose immédiatement comme titulaire au milieu de terrain, devant la défense. Il est sélectionné pour la Coupe du monde de 1966, organisée à domicile, et dispute tous les matchs de sa sélection sans jamais être remplacé. En demi-finale, il joue un rôle prépondérant en marquant efficacement le Portugais Eusébio, le meilleur buteur du tournoi, et réalise également une grande performance en finale, remportée face à l'Allemagne (4-2 a. p.). Sa joie et sa façon de célébrer la victoire restent ancrées dans les mémoires des spectateurs. Peu après la Coupe du monde, il perd cependant sa place de titulaire en sélection. Il est convoqué pour l'Euro 1968 dont il dispute la petite finale face à l'Union soviétique du fait de l'expulsion de son concurrent Alan Mullery en demi-finale contre la Yougoslavie. Bien qu'il fasse partie du groupe anglais lors de la Coupe du monde de 1970, il fait sa 28e et dernière apparition avec la sélection dès le mois d'avril 1970.
Fait membre de l'Ordre de l'Empire britannique (MBE) en 2000, Stiles est l'un des trois seuls joueurs anglais à avoir à la fois remporté la Coupe du monde de 1966 et une édition de la Coupe d'Europe des clubs champions (avec Bobby Charlton et Ian Callaghan).
Il quitte Manchester en 1971 et termine sa carrière sportive avec deux contrats à Middlesbrough, de 1971 à 1973, puis Preston North End, de 1973 à 1975, en Second puis en Third Division.
En 1977, il est nommé entraîneur de Preston North End, son dernier club, où il reste quatre ans. En 1981, il rejoint la Ligue nord-américaine de football (NASL), où il entraîne les Whitecaps de Vancouver jusqu'à la faillite de la compétition en 1984. Il revient alors en Angleterre et réalise une dernière pige d'entraîneur à West Bromwich Albion, en 1985-1986. De 1989 à 1993, il intègre l'équipe de formation de Manchester United, et couve notamment la génération des David Beckham, Ryan Giggs et Paul Scholes.
Nobby est élu à l'English Football Hall of Fame en 2007. 
En 2010, la vente de sa collection de souvenirs (maillots et médailles notamment), à laquelle il est contraint pour des raisons financières, fait sensation,. En 2013, il annonce qu'il souffre d'un cancer de la prostate, puis il est atteint de démence en 2016. Il meurt le 30 octobre 2020.

## Palmarès

### En club
- Vainqueur de la Coupe d'Europe des Clubs Champions en 1968 avec Manchester United
- Champion d'Angleterre en 1965 et en 1967 avec Manchester United
- Vainqueur de la Coupe d'Angleterre en 1963 avec Manchester United
- Vainqueur du Charity Shield en 1965 et en 1967 avec Manchester United
- Vice-champion d'Angleterre en 1964 et en 1968 avec Manchester United

### En équipe d'Angleterre
- 28 sélections et 1 but entre 1965 et 1970
- Vainqueur de la Coupe du Monde en 1966
- Participation au Championnat d'Europe des Nations en 1968 (3e)

## Statistiques
Nobby Stiles compte 28 sélections et 1 but avec l'équipe d'Angleterre entre 1965 et 1970.
Avec Manchester United, il dispute 395 matchs de championnat (19 buts) entre 1960 et 1971, puis 57 matchs (2 buts) à Middlesbrough et 46 matchs (1 but) à Preston North End.